# Johannes Lingelbach

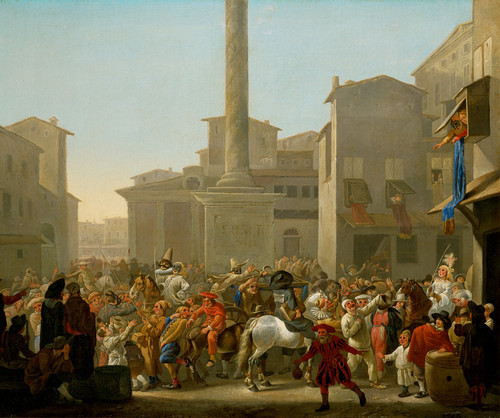
Karnawał w Rzymie, ok. 1650/1

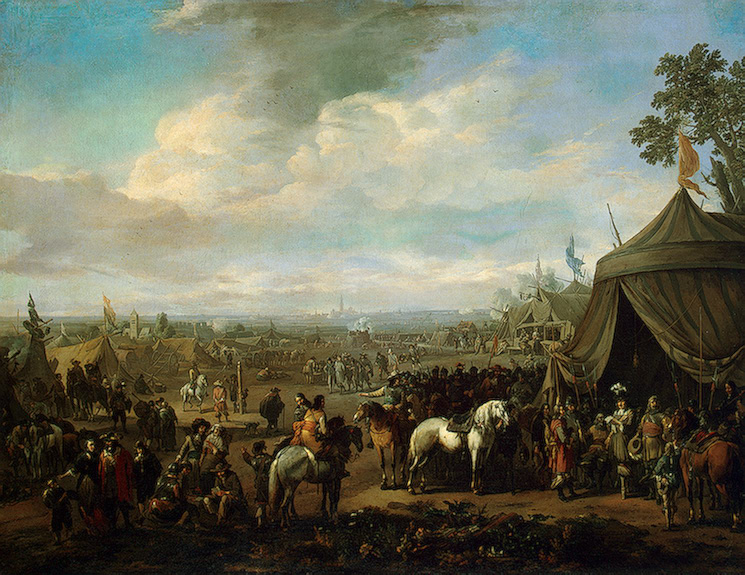
Flamandzkie miasto oblegane przez hiszpańskich żołnierzy, ok. 1674

Johannes Lingelbach (ochrz. 10 października 1622 we Frankfurcie nad Menen, poch. 3 listopada 1674 w Amsterdamie) – holenderski malarz, zaliczany do drugiego pokolenia bambocciantich.
Urodził się w Niemczech, ale gdy miał 12 lat jego rodzina przeniosła się do Amsterdamu. Był uczniem Karela Dujardina, w latach 1647-1650 przebywał w Rzymie, być może odwiedził również Francję, gdyż w Amsterdamie pojawił się dopiero w 1653.
Johannes Lingelbach malował pejzaże o italianizującej tematyce. Jego prace odznaczają się dbałością o efekty świetlne i przestrzenne, świadczą też o znajomości geometrii i perspektywy. Podczas pobytu we Włoszech zainteresował się również tematyką rodzajową, malował scenki określane jako bambocciaty, przedstawiające zatłoczone rzymskie ulice i targowiska. Dodatkowym zajęciem artysty było wykonywanie na zamówienie sztafaży na obrazach innych twórców. Były to zwykle sceny o niewielkich rozmiarach, przedstawiające ludzi i zwierzęta, które miały za zadanie ożywienie kompozycji obrazu. Z jego usług korzystali m.in. Meindert Hobbema i Jan Wijnants.
Obrazy Lingelbacha rozproszone są w galeriach i muzeach całej Europy i Stanów Zjednoczonych, m.in. w Rijksmuseum w Amsterdamie, muzeum w Luwrze, Ermitażu i Royal Collection w Londynie.

## Wybrane prace
- Port śródziemnomorski, Amsterdam,
- Włoski pejzaż z postaciami, Rijksmuseum, 1650,
- Scena bitwy, J. Paul Getty Museum, Los Angeles, 1651,
- Flamandzkie miasto oblegane przez hiszpańskich żołnierzy, Ermitaż, ok. 1674.